# Berg Bay
Die Berg Bay ist eine kleine Bucht an der Pennell-Küste des ostantarktischen Viktorialands. Sie liegt zwischen dem Birthday Point und dem Islands Point auf der Westseite der Robertson Bay.
Die vom britischen Polarforscher Victor Campbell geleitete Nordgruppe bei der Terra-Nova-Expedition (1910–1913) kartierte und benannte diese Bucht im Jahr 1911. Namensgebend sind die zahlreich in der Bucht vertretenen Eisberge, die durch das Kalben des in die Bucht mündenden Haffner-Gletschers entstehen.